# 凱南·湯普森
凱南·湯普森（英語：Kenan Thompson，/ˈkiːnən/；1978年5月10日—）是一名美國男演員和喜劇演員。自2003年以來，他一直是全國廣播公司喜劇系列《週六夜現場》的演員，成為該節目歷史上任期最長的演員。2021年至2022年擔任全國廣播公司情景喜劇《凱南》的主演。

## 外部連結
- 官方网站
- 凱南·湯普森在互联网电影资料库（IMDb）上的資料（英文）